# Muamer Brajanac
Muamer Brajanac (* 15. Februar 2001 in Kolding) ist ein dänischer Fußballspieler. Er gehörte zum Kader dänischer Juniorennationalmannschaften.

## Karriere

### Verein
Muamer Brajanac wurde in Kolding, einer Hafenstadt und mit rund 61.000 Einwohnern die siebtgrößte dänische Stadt, geboren und wuchs dort auf. Er hatte zunächst Kickboxen betrieben, entdeckte aber später den Fußball für sich und entschied sich für das runde Leder. Brajanacs erster Verein war Kolding IF, wo er im Alter von acht Jahren anfing, da dies seiner Meinung nach ein „sehr geeigneter Zeitpunkt“ gewesen sei. In seinen ersten sechs Monaten wurde er von einem Trainer trainiert und bekam in der Folge zwei neue Übungsleiter, die auf seine Entwicklung „großen Einfluss“ hatten. Im Sommer 2015 bekam Muamer Brajanac einen Trainer mit einer A-Lizenz als Übungsleiter. Zuvor – während der Saison 2014/15 in der U14 – wurde er zum Spieler des Jahres gekürt. Bereits im Winter 2014 hatte Brajanac bei Brøndby IF, einem der größten dänischen Klubs und bekannt für seine Nachwuchsarbeit, vorgespielt, auch absolvierte er ein Probetraining beim FC Red Bull Salzburg, allerdings folgte im Sommer 2016 planmäßig der Wechsel zu Brøndby. Später zog es Muamer Brajanac in die Nachwuchsakademie des Erzrivalen FC Kopenhagen.
Im Sommer 2019 nahm er mit vier anderen U19-Spielern am Trainingslager der Profimannschaft der Kopenhagener in Österreich teil. verbrachte die Saison 2019/20 allerdings in der U19-Mannschaft. Im Oktober 2020 wechselte Brajanac zum Erstligisten AC Horsens, wo er einen Einjahresvertrag unterschrieb. Kurze Zeit später folgte sein Pflichtspieldebüt für den Verein aus der Hafenstadt an der jütischen Ostküste, als er beim 3:0-Sieg in der zweiten Runde des dänischen Pokals gegen Næsby BK eingesetzt wurde. Am 21. März 2021 schoss Muamer Brajanac sein erstes Tor für den AC Horsens im Ligaalltag, als er am 22. Spieltag gegen Lyngby BK in der 47. Minute mit einem Kopfball den Treffer zum 1:2-Endstand erzielte. In der regulären Saison war er zumeist Einwechselspieler, in der Abstiegsrunde, in der der AC Horsens als Tabellenelfter antret, stand er dann häufiger in der Startelf, dabei wurde er als Mittelstürmer eingesetzt. Zum Ende der Saison stieg der Verein aus der Superligæn ab, die letzte Partie verpasste Brajanac wegen einer Gelbsperre. Zwischenzeitlich – im Januar 2021 – wurde sein Vertrag bis 2023 verlängert.

### Nationalmannschaft
Von 2016 bis 2017 absolvierte Muamer Brajanac für die dänische U16-Nationalmannschaft zehn Spiele, in denen er sechs Tore schoss. Daraufhin kam er dann für die U17-Nationalmannschaft der Dänen zum Einsatz und spielte für diese Altersklasse in 13 Partien (vier Tore). Mit der U17-Nationalelf nahm Brajanac an der U17-Europameisterschaft 2018 in England teil, wo Dänemark nach der Gruppenphase ausschied. Dabei kam er zu zwei Einsätzen. Von 2018 bis 2019 kam Muamer Brajanac für die U18-Nationalmannschaft Dänemarks zu fünf Einsätzen und schoss dabei ein Tor.